# Edward Soja
Edward William Soja (Bronx, New York City, 1941.), postmodernistički politički geograf i urbanist. Trenutačno je istaknuti profesor urbanog planiranja na fakultetu na UCLA te na London School of Economics. Doktorski stupanj stekao je na Sveučilištu u Sirakuzi. Njegovo rano istraživanje fokusiralo se na planiranje u Keniji.
Osim osvrta na radove američke feminističke kulturne teoretičarke bell hooks (1952.) i francuskog intelektualca Michaela Foucaulta (1926. – 1984.), najveći doprinos profesora Eda Soje prostornoj teoriji i polju kulturne geografije njegova je uporaba rada francuskog marksističkog urbanog sociologa Henrija Lefebvrea (1901. – 1991.), autora Proizvodnje prostora (1991.). Soja je osuvremenio Lefebvreov koncept prostorne trijade vlastitim konceptom prostorne trijalektike koja uključuje trećiprostor ili prostore koji su istovremeno i realni i imaginarni.
Soja fokusira svoju kritičku postmodernističku analizu prostora i društva, ili ono što naziva prostornošću, na ljude i mjesta u Los Angelesu. Godine 2009. University of Minnesota Press objavit će njegovu posljednju knjigu o socio-prostornoj pravdi u Los Angelesu.
Soja je surađivao na istraživanjima i pisanju s poznatim osobama poput profesora Allena J. Scotta (UCLA), Michaela Storpera (UCLA, LSE), Fredrica Jamesona (Sveučilište Duke), Davida Harveyja (Johns Hopkins, CUNY), te na raznim fakultetima i s brojnim studentima na katedrama za urbano planiranje, arhitekturu, politologiju i geografiju na UCLA-u.

## Publikacije
- Postmodern Geographies: The Reassertion of Space in Critical Social Theory. London: Verso Press, 1989.
- Scott, A.J i E.W. Soja, eds. The City: Los Angeles and Urban Theory at the End of the Twentieth Century. Berkeley: University of California Press. 1996.
- Thirdspace: Journeys to Los Angeles and Other Real-and-Imagined Places. Oxford: Basil Blackwell.  1996.
- Postmetropolis:  Critical Studies of Cities and Regions.   Oxford:  Basil Blackwell, 2000.
- "Writing the city spatially", City, studeni 2003.

## Više informacija
- Sinekizam

## Preporuka za čitanje
- Bell, Thomas L.; Muller, Peter O. (ožujak 2003). "Book Review". Annals of the Association of American Geographers 93 (1): 248–250. ISSN 0004-5608. (Pregled Sojina rada Postmetropolis: Critical Studies of Cities and Regions, ISBN 1-57718-001-1.)

## Vanjske poveznice
- Edward Soja  Arhivirana inačica izvorne stranice od 2. prosinca 2008. (Wayback Machine), mrežen stranice na UCLA-u